# Pharetrophora kerzhneri
Pharetrophora kerzhneri là một loài tò vò trong họ Ichneumonidae.